# محمود اشتيوي
محمود اشتيوي كان قياديًّا فلسطينيًا في كتائب الشهيد عز الدين القسام الجناح العسكري لحركة المقاومة الإسلامية حماس بقطاع غزة في فلسطين وقد أعدمته كتائب القسام في 7 فبراير (شباط) عام 2016 بسبب مزاعم ارتكابه لتجاوزات سلوكية وأخلاقية أقر بارتكابها.

## حياته
كان محمود رشدي اشتيوي واحدًا من أهم قيادات كتائب الشهيد عز الدين القسام الجناح العسكري لحركة المقاومة الإسلامية (حماس) حيث كان مسؤولا عن كتيبة الزيتون الغربية. وفي يناير (كانون الثاني) اعتقل جهاز الاستخبارات العسكرية التابع لكتائب القسام محمود اشتيوي دون الكشف عن أسباب الاعتقال مع وجود بعض التكهنات التي لم تؤكدها قيادات كتائب القسام ولم تنفيها حول اتهام محمود اشتيوي باختلاس مبالغ مالية من الأموال الخاصة بالحركة بلغت 6 ملايين دولارًا أمريكيًّا، إلى جانب اتهامه بالتعاون مع الجانب الإسرائيلي وتقديم المعلومات لهم مما تسبب في استهداف منزل القائد العسكري لكتائب القسام محمد الضيف خلال الحرب التي شنتها القوات الإسرائيلية على قطاع غزة عام 2014. ظل محمود اشتيوي سجينا لديها لمدة عام كامل ناشدت خلاله عائلة محمود اشتيوي قيادات حركة حماس ورئيس الوزراء الفلسطيني السابق والقيادي البارز في الحركة إسماعيل هنية وخالد مشعل عضو المكتب السياسي للحركة للإفراج عن محمود اشتيوي إلى أن أصدر القضاء العسكري والقضاء الشرعي التابعين لكتائب القسام حكمهما عليه بالإعدام.

## إعدامه
في 7 فبراير (شباط) 2016، أصدرت كتائب القسام بيانًا أعلنت فيه عن تنفيذ حكم الإعدام الصادر بحق محمود اشتيوي بسبب ارتكابه لتجاوزات سلوكية وأخلاقية مع إقراره بارتكابه حسبما جاء في البيان. لم يوضح البيان طبيعة تلك المخالفات السلوكية والأخلاقية، على الرغم من أن بعض المصادر المحلية في غزة تحدثت عن اتهامه بالتعاون من السلطات الإسرائيلية، ومع هذا فقد ذكرت صحيفة نيويورك تايمز ووسائل إعلام أمريكية أخرى أن محمود اشتيوي ربما أعدم بسبب اتهامات تتعلق بالمثلية الجنسية. كان لمحمود اشتيوي في وقت إعدامه زوجتين وثلاثة من الأطفال. شككت بعض المصادر أيضًا في إعدام محمود اشتيوي، ورجحت أن يكون قد توفي من جراء التعذيب في محبسه ثم أطلق الرصاص على جثته. في وقت لاحق نشرت بعض وسائل الإعلام العبرية مزاعما تفيد بعثور القوات الإسرائيلية داخل مقرات تابعة لحركة حماس على وثائق تتضمن مكاتبات ورسائل كان محمود اشتيوي قد أرسلها إلى عائلته قبيل وفاته ويتحدث فيها عن تعرضه للتعذيب العنيف على أيدي كتائب القسام. وفي عام 2018، نشر قيادي سابق بحركة حماس يدعى جهاد جعبري رسالة تفيد بأن عدد من قيادات كتائب القسام كانت ضالعة في قتل محمود اشتيوي بسبب تقرير أمني أعده عندما كان يترأس خلية الأزمة التي تشكلت لتقييم الوضع الأمني للكتائب في أعقاب الحرب الإسرائيلية على غزة في عام 2014 والوقوف على أسباب تمكن القوات الإسرائيلية من قتل عدد من أهم قادة الكتائب بما فيهم رائد العطار ومحمد أبوشمالة ومحمد برهوم. يزعم جهاد جعبري أن تقرير محمود اشتيوي كان يفضح عدد من قيادات كتائب القسام القريبة من مسؤول الكتائب في غزة يحيى السنوار مما دفعهم للخلاص منه وإعدامه.

## ردود الأفعال
كانت هذه هي المرة الأولى التي تعلن فيها كتائب القسام عن إعدام أحد أعضائها منذ نشأتها في عام 1991. هاجمت عائلة محمود اشتيوي قيادات حركة حماس وكتائب القسام، وادعت أن محمود اشتيوي قُتل ظلما بسبب خلافات داخلية وتصفية حسابات داخل الحركة، وأن حركة حماس قتلته دون تقديمه للمحاكمة أو عرضه على النيابة والهيئات القضائية في قطاع غزة. أدانت العديد من المؤسسات والمنظمات الحقوقية حركة حماس، وعلى رأس هذه المنظمات منظمة هيومن رايتس ووتش التي عبرت عن استيائها لإعدام محمود اشتيوي، وطالبت قيادات حركة حماس بمعاقبة الفاعلين ومنع إعدام الفلسطينيين دون الالتزام بإجراءات قانونية ومحاكمات عادلة.